# Правова система Болгарії
Правова система Болгарії — переважно континентальна система, заснована на зразках
французької та німецької правових систем. Як і раніше вона містить елементи радянського юридичного мислення, хоча в даний час вони поступово відходять в минуле. Це робить підхід до кримінального права більш розшуковим на противагу змагальному підходу, і, як правило, характеризується наполегливістю на формалізації і раціоналізації, на відміну від практичності і невимушеності.
Правоохоронні органи в Болгарії є дещо окремим питанням, яке викликає серйозну стурбованість у болгарському суспільстві і зовнішніх спостерігачів. Систему кримінального переслідування звинувачують у повільності і у неспроможності відповідати поставленим ідеалам справедливості.
Судовий процес у цивільних справах також є надмірно складним та віднімає багато часу через тривалі періоди у більшості типів судових процесів, а також він має низьку ефективність винесення і виконання рішень, що робить його фактично безглуздим для значної частини позивачів, подібно до італійської системи, у якої той же самий недолік. Ці проблеми були головними сумнівами у виконанні Болгарією зобов'язань перед вступом до Європейського Союзу і можуть привести до довгоочікуваних реформ, частково за допомогою сприйняття acquis communautaire.
Комерційне право має все кращу якість законотворення, а ринок юридичних послуг, який, хоча й зростає повільніше, ніж будь-де в Центральній і Східній Європі, стає дедалі більше конкурентоспроможним.
Останніми роками спостерігається зростання активності неурядових організацій та децентралізація державної влади в сфері права. Набули ефективності такі організації, як Болгарський центр некомерційного права, підтримуваний Агентством США з міжнародного розвитку.